# قراول‌تپه (شهرستان ایسیق‌کول)
قراول‌تپه (به لاتین: Karool-Döbö) یک منطقهٔ مسکونی در قرقیزستان است که در شهرستان ایسیق‌کول واقع شده‌است. قراول‌تپه ۷۶۱ نفر جمعیت دارد و ۱٬۹۶۶ متر بالاتر از سطح دریا واقع شده‌است.